# Nagyvezekény
Nagyvezekény (szlovákul Veľké Vozokany) község Szlovákiában, a Nyitrai kerület Aranyosmaróti járásában.

## Fekvése
Aranyosmaróttól 7 km-re délre, a Sirocsina-patak bal partján fekszik.

## Elnevezése
A Vezekény szó a török bazakan (= dísz, díszecske) szóból származhat, amelyből a besenyő eredetű Osli nembeli Vezekény nemzetség neve származik.[forrás?] A Vezekény helynevet személynévi eredetűnek is tartják.
A település első fennmaradt írásos említésében 1209-ben Wezeken alakban szerepel.[forrás?] Mivel az első bécsi döntés nem érintette, ezért a település utolsó magyar hivatalos formája 1906-tól Nagyvezekény, korábban kötőjeles formában használták.
A szlovák jogrend értelmében a településeknek vagy azok részeinek ma is csak egy hivatalos szlovák neve van, tehát a magyar helységnévhasználat a kormányrendeletek mellékletei ellenére nem minősülnek hivatalos magyar helynévnek, de az 534/2011 sz. szlovák kormányrendeletének melléklete, illetve előzményei amúgy sem érintik.

## Története
A települést 1209-ben "Wezeken" néven említik először.[forrás?] Egykor a garamszentbenedeki bencés apátság birtoka, majd 1228-ban a nyitrai püspökségé. A 13. század során a Hont-Pázmány nemzetség és a Maróthy család a birtokosok. 1381-ben "Eghazaswezekyn" alakban említik. 1618-ban a környező területekkel együtt török fennhatóság alá került. 1652. augusztus 25-én a királyi hadak itt csaptak össze a törökkel, a bizonytalan végkimenetelű csatában négy Esterházy esett el.
Vályi András szerint "Nagy, és Kis Vezekény. Két faluk Bars Várm. Nagy-Vezekénynek földes Ura az Esztergomi Káptalanbéli Uraság, Kis-Vezekénynek pedig Bocskay, és Szmertsnik Uraságok, lakosaik katolikusok, ’s más félék is; Kis Vezekény amannak filiája; fekszenek Ar. Maróthoz 1 1/2 mértföldnyire; határbéli földgyeik középszerűek, mint vagyonnyaik."
Fényes Elek szerint "Vezekény (Nagy-), (Velke Vozokány), Bars m. tót falu, Ar. Maróthoz délre 1/2 mfd., 386 kath. lak., s termékeny jó határral. F. u. az esztergomi káptalan. – Vozokány mezején 26-ik aug. 1652-ben igen keményen megverték a magyarok a törököket, s ezen alkalommal 186 keresztény rabot szabaditottak meg. Azonban siralmas leve ezen győzelem a fényes érdemü Eszterházy családra; mert az elesett 48 magyarok közűl 4 Eszterházy maradt a csatatéren, u. m. László, Kristóf, Ferencz s Márton, kiknek neveik örökitésére gr. Eszterházy Imre esztergomi nagyprépost 1734-ban oszlopot is állíttatott e vérmezején, de a felirás már alig olvasható. Ut. p. Verebély."
A trianoni békeszerződésig Bars vármegye Verebélyi járásához tartozott.

## Népessége
| Év:            | 1994. | 2004.   | 2014.   | 2024.    |
| -------------- | ----- | ------- | ------- | -------- |
| Emberek száma: | 532   | 504     | 479     | 426      |
| Eltérés:       |       | -5,26 % | -4,96 % | -11,06 % |

| Év:            | 2023. | 2024.   |
| -------------- | ----- | ------- |
| Emberek száma: | 431   | 426     |
| Eltérés:       |       | -1,16 % |

1880-ban 465 lakosából 422 szlovák, 16 német, 15 magyar anyanyelvű és 12 csecsemő; ebből 446 római katolikus, 18 zsidó és 1 református volt.
1890-ben 431 lakosából 414 szlovák és 6 magyar anyanyelvű volt.
1900-ban 463 lakosából 437 szlovák és 18 magyar anyanyelvű volt.
1910-ben 471 lakosából 407 szlovák, 60 magyar, 4 német anyanyelvű, ebből 466 római katolikus és 5 zsidó vallású.
1921-ben 527 lakosából 525 csehszlovák és 2 magyar volt.
1930-ban 540 lakosából 535 csehszlovák és 3 magyar volt.
1991-ben 534 lakosa mind szlovák volt.
2001-ben 526 lakosából 514 szlovák és 1 magyar volt.
2011-ben 508 lakosából 484 szlovák volt.
2021-ben 448 lakosából 440 szlovák, (+1) cigány és ruszin, 3 egyéb és 5 ismeretlen nemzetiségű volt.

## Neves személyek
- Itt született 1886. december 15-én Kolecsányi Kálmán kertészeti szakember.
- Itt született 1938. június 13-án Elo Havetta filmrendező.

## Nevezetességei
- Szent Miklós tiszteletére szentelt római katolikus temploma eredetileg gótikus stílusú volt. 1742-ben barokk stílusban alakították át.
- Az 1652. évi csata emlékműve.
- A község fúvószenekara.
- Lipa népi énekkar.
- Vozokanček népi gyermekcsoport.

## Külső hivatkozások
- Községinfó
- Nagyvezekény Szlovákia térképén
- Travelatlas.sk
- E-obce.sk Archiválva 2007. október 31-i dátummal a Wayback Machine-ben